# Julian Draxler
Julian Draxler, nemški nogometaš, * 20. september 1993, Gladbeck, Nemčija.
Z nemško reprezentanco je osvojil naslov svetovnega prvaka v nogometu leta 2014 v Braziliji.